# Hematofobie
Hematofobie, bloedangst, bloedfobie of bloedvrees is een extreme, irrationele angst voor bloed. Acute vormen van deze angst kunnen symptomen geven die ongelijk zijn aan die van andere angsten, zoals flauwvallen (Vasovagale syncope). Gelijkvormige verschijnselen kunnen ook optreden bij trypanofobie en traumatofobie, en daarom worden deze fobieën in het DSM-IV apart genoemd in de categorie "Bloed-injectie-verwondings fobieën". Eerdere versies spreken over "bloed-injectie-ziekte fobieën".

## Hematofobie en flauwvallen
De hoofdregel bij fobieën is dat de bloeddruk stijgt, en dat daardoor flauwvallen haast onmogelijk is. Hematofobie is echter een uitzondering op deze hoofdregel, omdat hierbij de bloeddruk plotseling daalt.
Als een persoon erg is verwond en veel bloed verliest, dan heeft (bijna) flauwvallen een overlevingsfunctie: door het flauwvallen zal de hartslag dalen, zodat de gewonde minder bloed zal verliezen. 
Deze overlevingsfunctie is niet aan de orde als een persoon slechts waarneemt dat de ander veel bloed verliest en daarom flauwvalt. Derhalve wordt hematofobie een fobie genoemd.

## Ergo vorm
De vorm waarbij de persoon geen last van angst heeft als het bloed afkomstig is uit het eigen lichaam, maar wel als het gaat om bloed van een ander. Vreemd genoeg hebben vaak mensen die werkzaam zijn in de medische wereld hier last van.

## Exo vorm
De vorm waarbij het zien van elk bloed kan leiden tot een angstaanval.

## Oorzaak
Angst voor bloed komt meestal voort uit een traumatische gebeurtenis in het verleden.

## Behandeling
Naast psychologische hulp en begeleiding bij het onder controle krijgen van de angst, wordt ook regelmatig gebruikgemaakt van geïmplanteerde apparaten als bijvoorbeeld een pacemaker om het flauwvallen tegen te gaan.